# Домициан Младши
Домициан Младши или Тит Флавий Домициан (на латински: Domitianus junior; Titus Flavius Domitianus; * 90, вероятно в Рим; † след май 95) е през 95 г., заедно с по-големия си брат Веспасиан, осиновен син и вероятен наследник на трона на римския император Домициан. Член е на Флавиевата династия.

## Биография
Син е на Свети Тит Флавий Клемент (братовчед на император Домициан и консул 95 г.) и Света Флавия Домицила, внучката на римския император Веспасиан. Брат е на Веспасиан Младши и на още пет други, от които двама братя умират много малки.
След смъртта на Тит Флавий Цезар през 82 г., поради липса на наследник на трона, Домициан взема през 92 г. в двореца синовете на Клемент и им дава за възпитател ретора Квинтилиан. В началото на 95 г. той и брат му са осиновени официално от император Домициан и определени за негови последници на трона. Той ги преименува на Веспасиан Младши и Домициан Младши. Не е известно дали двамата получават титлата Цезар.
Баща му е екзекутиран през май 95 г., вероятно заради симпатиите му към християнството, а майка му е заточена на остров Пандатерия (днес Вентотене). След това се губят следите на двамата братя. След няколко месеца Домициан е убит и вероятно неговите осиновени синове попадат също в damnatio memoriae.